# Isaac Pallache
Pour les articles homonymes, voir Pallache.
 (mai 2017).
Si vous disposez d'ouvrages ou d'articles de référence ou si vous connaissez des sites web de qualité traitant du thème abordé ici, merci de compléter l'article en donnant les références utiles à sa vérifiabilité et en les liant à la section « Notes et références ».
Isaac Pallache, né en 1593, probablement à Fès, au Maroc, est le fils de Joseph Pallache et neveu de Samuel Pallache. Il appartient a la famille séfarade Pallache. Il est mort en 1650. 

## Carrière
Isaac Pallache a étudié à l'université de Leyde, où il s'est inscrit le 21 février 1629. Avec son frère Abraham, il a servi comme agent des Pays-Bas au Maroc au nom de son père.

## Vie personnelle
Isaac Pallache s'est converti au christianisme vers 1629. On sait peu de choses sur sa mort.